# ISS 엔터프라이즈 (NX-01)
ISS 엔터프라이즈(영어: Imperial Starfleet Starship Enterprise, NX-01)는 스타 트렉의 가공의 우주선이자 2151년 지구 제국에서 진수된 우주선으로 NX 계열에 속한다. 최고 속도는 순항속도 워프 4.5, 최고속도 워프 5이다.
2155년 USS 디파이언트 (NCC-1764, 거울 우주)를 탐사하러 갔을 때 쏠리언의 그물에 의해 파괴되어 맥시밀런 포레스트 함장이 사망한다. 그러나 조나단 아처 외 6명의 장교는 그때 당시 디파이언트에 있었기 때문에 살아 남았다.
보호 시스템은 선체 장갑이며 최고 내구도는 100퍼센트이다. 적군의 무기에 맞을 때마다 일정 비율씩 감소하며 0퍼센트가 되면 장갑이 없어져 동력을 다시 보충해야 한다. 이때 동력 보충에 실패하면 선체 표면이 파괴되기 시작하며 심한 경우에는 함선이 폭발한다.